# انتخابات محلی ارمنستان (۲۰۱۶)
انتخابات محلی ارمنستان (انگلیسی: 2016 Armenian local elections) در آوریل ۲۰۱۶ برگزار شد.

## هرازدان
آرام دانیلیان دوباره به عنوان شهردار هرازدان برگزیده شد.
| کاندیدای شهرداری                     | حزب                                | آرا    | %     |
| ------------------------------------ | ---------------------------------- | ------ | ----- |
| آرام دانیلیان                        | حزب جمهوری‌خواه ارمنستان            | ۱۲٬۵۱۰ | ۵۲٫۰۹ |
| ساسون میکائیلیان                     | پیمان مدنی                         | ۱۰٬۲۶۷ | ۴۲٫۷۵ |
| آرتور میساکیان                       | رنسانس ارمنیان (حزب کشور قانونمند) | ۱٬۲۳۷  | ۵٫۱۵  |
| آرا باطل/سفید                        | آرا باطل/سفید                      | ۸۱۳    | –     |
| مجموعاً                               | مجموعاً                             | ۲۴٬۸۲۷ | ۱۰۰   |
| Registered voters/میزان مشارکت       | Registered voters/میزان مشارکت     | ۴۴٬۳۳۸ | ۵۵٫۹۹ |
| کمیته مرکزی انتخابات جمهوری ارمنستان |                                    |        |       |